# 취백정
취백정(翠白亭)은 대전광역시 대덕구 미호동에 있는 조선시대의 건축물이다. 1989년 3월 18일 대전광역시의 문화재자료 제9호로 지정되었다.

## 개요
취백정(翠白亭)은 조선 숙종 27년(1701)에 세운 미호서원의 부속 건물인데, 제월당(霽月堂) 송규렴(宋奎濂, 1630∼1709)이 제자를 모아 가르치던 터에 지어진 건물로 건물안에는 송규렴이 지은 미호신사(渼湖新舍) 상량문이 걸려있다.
송규렴은 조선 중기 문신으로 문과에 급제하여 충청도 관찰사와 예조참판을 지내고 예조판서, 대사헌 등에 임명되었으나 모두 그만두었는데, 80세 때에 이르러 지돈녕부사에 올랐다. 학문이 뛰어나 송시열, 송준길과 함께 삼송(三宋)으로 일컫는다.
이 건물에는 정조(재위 1776∼1800)가 직접 써서 내린 ‘사호각(四皓閣)’이라는 현판이 걸려 있었으나 후에 없어졌다고 한다. 신탄진에서 대청댐으로 가는 도로의 오른쪽 언덕에 자리잡고 있다.

## 참고 자료
- 취백정 - 국가유산청 국가유산포털